# ۵-متیل‌ایندول
متیل‌ایندول-۵ (به انگلیسی: 5-Methylindole) با فرمول شیمیایی C۹H۹N یک ترکیب شیمیایی با شناسه پاب‌کم ۱۱۷۹۸ است. که جرم مولی آن 131.174 g/mol می‌باشد. 